# Monumento al Che Guevara (El Alto)
El Monumento al Che Guevara es una estatua ubicada en la ciudad de El Alto del Departamento de La Paz en Bolivia, fue construida como homenaje al líder guerrillero argentino-cubano Ernesto Guevara de la Serna (1928-1967), más conocido como el "Che" Guevara. Con alrededor de 7,1 metros de altura, la estatua se ha convertido en la más alta de todas las que se han construido en honor al "Che" en toda América Latina, llegando a ser inclusive más alta que el propio monumento que se encuentra en el Mausoleo del Che Guevara de la ciudad de Santa Clara en Cuba, donde actualmente reposan sus restos mortales desde el año 1997.

## Historia
Una vez transcurridas cuatro décadas desde la llegada del Che Guevara a Bolivia en 1966 y con el ingreso al poder del partido político del Movimiento al Socialismo (MAS-IPSP) el 22 de enero de 2006, el presidente Evo Morales Ayma decide reivindicar la figura del guerrillero comunista cubano-argentino Ernesto Guevara de la Serna, quien fue capturado y asesinado por las Fuerzas Armadas de Bolivia en octubre de 1967 durante un operativo que formó parte de la Guerrilla de Ñancahuazú, frustrando de esa manera los planes que tenía Guevara de tratar de implementar el socialismo en Bolivia, como ya había ocurrido con Cuba ocho años atrás durante la Revolución Cubana de 1959. 

### Iniciativa
Es de ese modo que en el año 2006, desde la "Fundación Guevara" nace la idea de erigir un monumento al "Che" Guevara, dicha iniciativa fue presidida por el entonces senador Antonio Peredo Leigue (1936-2012) quien fuera hermano mayor de Roberto "Coco" Peredo Leigue (1938-1967) y Guido Álvaro "Inti" Peredo Leigue (1937-1969) ambos fallecidos en operativos llevados a cabo por las Fuerzas Armadas de Bolivia.
La iniciativa  contó también con el patrocinio y respaldo de algunos diputados del MAS-IPSP del periodo legislativo 2006-2010.
Se decidió encargar entonces el diseño del monumento a un escultor de nombre Félix Durán Suazo, conocido  artísticamente como "TUPA",  para la construcción del mismo.

### Financiamiento
La financiación del monumento estuvo a cargo de un grupo denominado "Los Satucos" encabezados por su principal líder Gustavo Torrico Landa,  el entonces Viceministro de Culturas y Turismo Pablo Groux y el alcalde de la ciudad de El Alto, durante esa gestión,  Fanor Nava.

## Inauguración
Finalmente la estatua fue inaugurada el 5 de julio de 2008  sin la presencia del Presidente de Bolivia Evo Morales Ayma. En el acto de inauguración estuvieron presentes diferentes autoridades bolivianas, entre ellas el entonces Ministro de Gobierno de Bolivia, Alfredo Rada Vélez, el viceministro de coordinación con movimientos sociales Sacha Llorenti Soliz, el entonces alcalde del municipio de El Alto Fanor Nava Santiestebán, así como el embajador de Cuba en Bolivia Rafael Dausa y los embajadores de Costa Rica y Perú.